# 内卡河畔罗滕堡
内卡河畔罗滕堡（德語：Rottenburg am Neckar，發音：[ˈʁɔtn̩bʊʁk ʔam ˈnɛkaʁ] ⓘ）是德国巴登-符腾堡州蒂宾根行政区蒂宾根县的城市，面积142.26平方千米，2023年12月31日人口为44,791人。

## 友好城市
内卡河畔罗滕堡与以下城市结为友好城市：
- 法國 阿布利
- 奥地利 戈尔斯
- 法國 滨海利翁
- 法國 圣克洛德
- 土耳其 亞洛瓦